# Сільвіан Фелікс
Сільвіан Фелікс (фр. Sylviane Félix; нар. 31 жовтня 1977) — французька легкоатлетка, яка спеціалізувалася на спринті.

## Спортивні досягнення
Бронзова олімпійська призерка з естафетного бігу 4×100 метрів (2004). Учасниця олімпійських змагань з бігу на 200 метрів (2004), на яких зупинилась на півфінальній стадії.
Володарка повного комплекту нагород чемпіонатів світу з естафетного бігу 4×100 метрів: чемпіонка світу (2003), срібна (2001) та бронзова (1997) призерка. Фіналістка (8-е місце) чемпіонату світу з бігу на 200 метрів (1997).
Чемпіонка світу серед юніорів з бігу на 200 метрів (1996). Фіналістка (5-е місце) чемпіонату світу серед юніорів з бігу на 200 метрів (1994).
Дворазова чемпіонка Європи з естафетного бігу 4×100 метрів (1998, 2002). Фіналістка чемпіонатів Європи з бігу на 100 метрів (7-е місце у 2006) та 200 метрів (4-е місце у 2002 та 5-е місце у 2006).
Фіналістка (5-е місце) чемпіонату Європи в приміщенні з бігу на 200 метрів (2002).
Перемагала на Кубках Європи в естафетному бігу 4×100 метрів (2002, 2004). Була 2-ю на Кубку Європи в бігу на 200 метрів (1998). Була 3-ю на Кубках Європи в естафетному бігу 4×100 метрів (1997, 1998).
Чемпіонка Франції з бігу на 100 метрів (2002, 2005) та 200 метрів (1998, 2006).
Чемпіонка Франції в приміщенні з бігу на 60 метрів (2003, 2007).

## Визнання
- Кавалер Ордена «За заслуги» (2004)